# Bocian czarnoczelny
Bocian czarnoczelny (Ciconia microscelis) – gatunek dużego ptaka z rodziny bocianów (Ciconiidae). Gniazduje pojedynczo lub w małych, luźnych koloniach. Występuje w wielu różnych siedliskach, w tym na terenach rolniczych, w lasach i na słodkowodnych mokradłach w niemal całej Afryce Subsaharyjskiej.

## Taksonomia
Dawniej był uważany za podgatunek azjatyckiego bociana białoszyjego (C. episcopus), ale został wydzielony jako odrębny gatunek przez Międzynarodowy Komitet Ornitologiczny w 2023 r. na podstawie jego zasięgu allopatrycznego oraz znacznych różnic w upierzeniu i morfologii (ptaki afrykańskie są opisywane jako mające krawędzie czarnego czoła rozproszone lub z ząbkowaną obwódką w porównaniu do ostrej i czystej obwódki u ptaków azjatyckich).

## Charakterystyka
Bocian czarnoczelny to średniej wielkości bocian o wysokości 75–92 cm. Tęczówka jest głęboko karminowa lub winnoczerwona. Dolna część brzucha i pokrywy podogonowe są białe, wyróżniając się od reszty ciemnego upierzenia. Pióra na przedniej części szyi są opalizujące z miedziano-fioletowym odcieniem. Pióra te są wydłużone i mogą być uniesione podczas pokazów. Ogon jest głęboko rozwidlony i biały, zwykle pokryty czarnymi długimi pokrywami podogonowymi. Ptak ma długie czerwone nogi i ciężki, czarny dziób, chociaż niektóre okazy mają głównie ciemnoczerwone dzioby, przy czym tylko jedna trzecia podstawy jest czarna. Kiedy skrzydła są otwarte, albo podczas pokazów, albo do lotu, wąski pas bardzo jasnej, nieopierzonej skóry jest widoczny wzdłuż spodniej strony przedramienia.
Ptaki obu płci wyglądają podobnie, samiec jest nieco większy. Pisklęta są jasnoszare z płowym puchem na szyi i czarną koroną. Młode ptaki są identyczne z dorosłymi – z wyjątkiem upierzonego czoła, znacznie mniejszej opalizacji na piórach i znacznie dłuższych i puszystych piór na szyi. Nowo upierzone młode mają widoczną białą plamę na środku czoła.

## Zasięg występowania i środowisko
Jest to szeroko rozpowszechniony gatunek tropikalny, który gniazduje w większości zachodniej, wschodniej i południowo-środkowej Afryki. Jest to gatunek osiadły, budujący gniazda na drzewach znajdujących się na polach uprawnych lub terenach podmokłych, na naturalnych klifach i na wieżach telefonii komórkowej. Wykorzystuje różnorodne słodkowodne tereny podmokłe, w tym sezonowe i wieloletnie zbiorniki wodne i bagna, grunty uprawne, kanały irygacyjne i rzeki. Pojawia się podczas pożarów na terenach trawiastych i polach uprawnych, gdzie łapie owady próbujące uciec przed ogniem. Występuje na obszarach przybrzeżnych w Afryce, a ptaki na wybrzeżu Kenii żerują na rafach koralowych i bagnach. Bociany czarnoczelne w prowincji KwaZulu-Natal w Republice Południowej Afryki są przyzwyczajone do dokarmiania przez ludzi i gniazdują na egzotycznych gatunkach drzew na obszarach podmiejskich.

## Tryb życia i zachowanie
Podobnie jak wszystkie bociany, lata z wyciągniętą szyją. Lubi szybować. Zaobserwowano ptaki wykonujące różne ewolucje podczas lotu.
Spotykany jest pojedynczo, w parach lub w małych grupach rodzinnych składających się z 4–5 osobników. Chociaż stada są rzadkie, występują we wszystkich częściach zasięgu występowania gatunku i można je zobaczyć o każdej porze roku. Na tworzenie się stad wpływają różne czynniki w różnych obszarach. W bardziej suchych obszarach większość stad występuje latem, gdy pozostaje niewiele terenów podmokłych, natomiast w obszarach z większą ilością wody stada występują głównie zimą, po tym jak pisklęta opuszczą gniazda .

## Pożywienie
Żywi się płazami, gadami i owadami.

## Rozmnażanie
Buduje duże gniazdo z gałęzi, najczęściej na drzewie. Gniazdowanie na sztucznych konstrukcjach stworzonych przez człowieka nie jest regularnym zjawiskiem. Czasami do gniazdowania wykorzystuje klify nadrzeczne. Lęg składa się z 2–6 jaj.

## Status zagrożenia
IUCN uznaje bociana czarnoczelnego za gatunek najmniejszej troski (LC, Least Concern) nieprzerwanie od 2014 roku, kiedy to po raz pierwszy sklasyfikowała go jako osobny gatunek. W 2014 roku organizacja Wetlands International zgrubnie szacowała, że liczebność populacji mieści się w przedziale 10–100 tysięcy osobników, zaś jej trend oceniła jako stabilny.